# Vermin (album)
Vermin (v překladu Havěť) je šesté studiové album norské black metalové skupiny Old Man's Child z roku 2005.

## Seznam skladeb
| Pořadí         | Název                                                       | Hudba          | Délka       |
| -------------- | ----------------------------------------------------------- | -------------- | ----------- |
| 1.             | Enslaved and Condemned                                      | Galder         | 4:15        |
| 2.             | The Plague of Sorrow                                        | Galder         | 4:09        |
| 3.             | War of Fidelity                                             | Galder         | 4:19        |
| 4.             | In Torment's Orbit                                          | Galder         | 5:04        |
| 5.             | Lord of Command (Bringer of Hate)                           | Galder         | 4:51        |
| 6.             | The Flames of Deceit                                        | Galder         | 4:39        |
| 7.             | Black Marvels of Death                                      | Galder         | 4:22        |
| 8.             | Twilight Damnation                                          | Galder, Jardar | 4:42        |
| 9.             | ...As Evil Descends (instrumentální skladba)                | Galder         | 1:11        |
| 10.            | Born of the Flickering (bonusová skladba na japonské edici) |                | 4:46        |
| Celková délka: | Celková délka:                                              | Celková délka: | 37:32 42:14 |

## Sestava
- Galder – vokály, baskytara, kytary, syntezátor
- Reno Kiilerich – bicí
- Eric Peterson – sólo ve skladbě "In Torment's Orbit"